# 丸山悠美
丸山 悠美（まるやま ゆみ、1984年3月24日 - ）は、東京都出身のモデル・タレント。身長162cm。血液型はO型。モデルプロダクション「excel Five」所属。

## 人物
- 趣味は料理、散歩、読書、パソコン。
- 2012年8月8日に入籍し[1]、2013年2月2日に第一子（女児）を出産した[2]。
- AKB48のファンで、メンバーの中では渡辺麻友推しである[3]。

## 出演

### CM
- ケンタッキーフライドチキン
- アラクス「ノーシンピュア」
- すき家
- マンダム「ルシードL」
- GyaO

### イベント
- 原宿スタイルコレクション